# Vladimir Tica
Vladimir Tica (cyr. Владимир Тица; ur. 11 czerwca 1981) – serbski koszykarz występujący na pozycji środkowego. Obecnie bez klubu. W latach 2007–2011 reprezentował barwy 4 polskich klubów – Polpaku Świecie, Basketu Kwidzyn, AZS Koszalin oraz PBG Basket Poznań. W 2010 zdobył Puchar Polski.

## Przebieg kariery
- 1998–2003: KK Crvena zvezda Belgrad
- 2003–2005: Hemofarm Vršac
- 2004–2005: Dinamo Moskwa Region
- 2005–2006: Chimik-OPZ Jużne
- 2005–2006: Dexia Mons-Hainaut
- 2006–2007: Phantoms Braunschweig
- 2007–2008: KK Crvena zvezda Belgrad
- 2007–2008: Polpak Świecie
- 2008–2009: Basket Kwidzyn
- 2009–2010: AZS Koszalin
- 2010–2011: PBG Basket Poznań

## Sukcesy
- Puchar Polski (2010)

## Statystyki podczas występów w PLK
| Sezon     | Drużyna           | M  | S5 | MPG  | FG% | 3P% | FT% | RPG | APG | SPG | BPG | PPG  |
| --------- | ----------------- | -- | -- | ---- | --- | --- | --- | --- | --- | --- | --- | ---- |
| 2007/2008 | Polpak Świecie    | 23 | 10 | 15,8 | 57% | 52% | 62% | 2,7 | 0,5 | 0,5 | 0,3 | 6,6  |
| 2008/2009 | Basket Kwidzyn    | 28 | 27 | 24,5 | 48% | 30% | 63% | 6,4 | 0,8 | 1,0 | 0,6 | 10,8 |
| 2009/2010 | AZS Koszalin      | 29 | 21 | 21,3 | 56% | 40% | 59% | 4,1 | 0,4 | 0,7 | 0,3 | 12,0 |
| 2010/2011 | PBG Basket Poznań | 26 | 18 | 25,5 | 54% | 30% | 62% | 5,2 | 1,1 | 0,5 | 0,3 | 11,8 |